# 岡野暁
岡野 暁（おかの あかつき、1964年10月22日 - ）は、NHK のシニアアナウンサー。
大阪府岸和田市生まれ。宮崎県立延岡東高等学校卒業、岡山県立倉敷古城池高等学校、早稲田大学卒業後、1989年入局。

## 嗜好・挿話
- NHKのアナウンサーとしては珍しく、ニュースを読む時に少々語りかけるような、トーンが上がったり下がったりする独特な抑揚を付けて読む特徴がある。また語尾のトーンも上がる癖がある。
- 入局してからしばらくはオールバックの髪型に、30代前半の頃から既に白髪混じりという独特のヘアスタイルをしていたが、宮崎局に赴任して以降は、髪を下ろして白髪染めをしたヘアスタイルに変更している。

## 現在の出演番組
- てげビビ!（金曜メインキャスター：2024年4月5日 - ）[4]
  - 道上美璃の代理キャスター（2023年12月12日、2024年3月29日）
- 宮崎県のニュース・気象情報
- ニュース845宮崎（ローテーション制）
- 緊急報道（宮崎放送局発）

## 過去の出演番組

### 熊本放送局時代（1989年6月 - 1993年7月）
- 熊本県のニュース・気象情報

### 大阪放送局時代（1993年8月 - 1997年7月）
- はるばると世界旅 少年の夢はロブスターマン～アメリカ・モンヒーガン島～ 1995.3.15
- 堂々日本史 リポーター 1996 - 1998

### 東京アナウンス室時代（1997年8月 - 2001年3月）
- 首都圏ネットワーク（関東ローカル） 1998.4 - 2001.3
- 1999首都圏この1年（関東ローカル） 1999.12.28

### 大阪放送局時代（2度目）（2001年4月 - 2004年3月）
- 関西クローズアップ（関西ローカル） 2001.4 - 2004.3
- ニュースかんさい発（関西ローカル） ※野村正育の夏休み代行
- 朝比奈隆が残したもの（関西ローカル）

### 福岡放送局時代（2004年4月 - 2007年3月）
- 福岡県・九州沖縄のニュース
- 九州沖縄 金曜リポート（九州・沖縄ローカル） 2004.4 - 2007.3
- プロフェッショナル 仕事の流儀　2004年12月17日（この番組は、『プロジェクトX』の放送終了による定番化の前に、いわゆる「パイロット番組」（番組たまご）として1度だけ放送されたことがある）

### 東京アナウンス室時代（2度目）（2007年4月 - 2011年5月）
- NHK BSニュース（BS1）2007.3 - 2011.3
- 三つのたまご　2007年度
- BS参議院選挙開票速報（BS1）キャスター　2007.7.29、2010.7.11
- BS衆議院選挙開票速報（BS1）キャスター　2009.8.30

### 盛岡放送局時代（2011年5月 - 2011年9月）
- 岩手県のニュース・気象情報
- おばんですいわて（岩手県域ローカル）※2011年度の中山準之助の夏休み代行

### 名古屋放送局時代（2011年10月 - 2015年）
- 東海3県・東海北陸地方のニュース・気象情報
- おはよう東海（名古屋放送局）　※通常出演するキャスターがスポーツ中継などで出られない場合の代行
- ほっとイブニング（名古屋放送局）　※望月啓太の夏休み代行
- ニュース845東海（名古屋放送局）
- ニュース645 東海（名古屋放送局）

### 宮崎放送局時代（2015年 - 2021年3月）
- 宮崎県のニュース・気象情報
- NHKニュース イブニング宮崎（不定期）
- ニュース845宮崎（随時担当）
- NHKニュースおはよう宮崎（随時担当）
- NHKニュース宮崎645（随時担当）

### 東京アナウンス室時代（3度目）（2021年4月 - 2023年3月）
- BSニュース4K+ふるさと
  - 月 - 水曜日キャスター：2021年3月29日 - 2022年3月30日
  - 月・火曜日キャスター：2022年4月4日 - 2023年3月28日
- きょうの健康
  - 司会：2021年4月 - 2023年3月
- ニュース
  - 関東甲信ローカルの担当が多く、祝日のニュース645を主に担当
- 定時のラジオニュース
  - キャスター、正午 - 18時まで担当：2021年12月31日
  - 正午 - 13時、15時 - 18時まで担当：2022年1月1日
  - 正午・13時・15時 - 19時きょうのニュース：2022年8月20日、21日、12月31日、2023年1月1日

- 地方局への出張 - テレビ・ラジオにてローカルニュースの担当[要出典]
  - 甲府放送局 - 2022年5月26日、11月9日 - 11日[要出典]
  - 長野放送局 - 2022年4月6日 - 8日[要出典]
  - 名古屋放送局 - 2021年7月24日[注釈 1]、2022年7月27日 - 28日[要出典]
  - 福井放送局 - 2022年10月15日 - 16日[要出典]
  - 大阪放送局 - 2022年11月26日 - 27日、12月3日 - 4日、12月24日 - 25日[要出典]
  - 福岡放送局 - 2021年6月26日、2022年2月12日[要出典]
  - 熊本放送局 - 2021年8月15日[要出典]
  - 大分放送局 - 2023年2月17日、18日

### 宮崎放送局時代（2度目）（2023年4月 - ）
- プラスみやざき「宮崎を照らす太陽に ～新球団・サンシャインズ～」（2023年4月14日） - ナレーション
- 大雨関連特設ニュース（2023年7月3日・九州沖縄地方） - 宮崎放送局より宮崎県内の災害状況を伝えた[注釈 2]
- 台風6号関連特設ニュース（2023年8月9日・九州沖縄地方） - 宮崎放送局より宮崎県内の災害状況を伝えた[注釈 3]
- 九州・沖縄のニュース（2024年2月7日・応援派遣要員） - 福岡局より
- ニュース845福岡（2024年2月7日） - 応援派遣要員
- はっけんラジオ - 福岡局より
  - 「ドクター小野村のなるほど!・能登半島地震1か月 共感疲労と向き合う」（2024年2月7日）
- ラジオニュース（九州沖縄、R1・FM）の泊まり勤務担当（2024年2月8日 - 9日） - 応援派遣要員[注釈 4]